# Captain EO
Captain EO är en science fiction-film i 3D regisserad av Francis Ford Coppola med Michael Jackson i huvudrollen. Filmen visades på Disneys temaparker under 1980- och 1990-talet.
Filmens exekutiva producent var George Lucas med koreografi av Jeffrey Hornaday, fotografi av Peter Anderson och producerad av Rusty Lemorande. Handlingen skrevs av Lemorande, Lucas och Coppola. Filmmusiken skrevs gemensamt av James Horner och inkluderade två sånger av Michael Jackson ("We Are Here to Change the World" och "Another Part of Me"). Anjelica Huston spelade Häxdrottningen (Witch Queen).